# GP van Hasselt
De GP van Hasselt (Grote Prijs van Hasselt) was een veldrijwedstrijd die van 2005 tot en met 2018 jaarlijks werd georganiseerd in de Belgische stad Hasselt.

## Erelijst

### Mannen elite
| Datum      | Klassement                 | Cat. | Winnaar          | Tweede              | Derde              |
| ---------- | -------------------------- | ---- | ---------------- | ------------------- | ------------------ |
| 01/12/2018 | Soudal Classics            | C2   | Kevin Pauwels    | Jens Adams          | Eli Iserbyt        |
| 02/12/2017 | Soudal Classics            | C1   | Corné van Kessel | Toon Aerts          | David van der Poel |
| 19/11/2016 | Soudal Classics            | C1   | Laurens Sweeck   | Clément Venturini   | Corné van Kessel   |
| 21/11/2015 | Soudal Classics            | C1   | Sven Nys         | Tom Meeusen         | Kevin Pauwels      |
| 06/12/2014 | Bpost bank trofee          | C1   | Kevin Pauwels    | Wout van Aert       | Tom Meeusen        |
| 16/11/2013 | Bpost bank trofee          | C1   | Sven Nys         | Niels Albert        | Klaas Vantornout   |
| 17/11/2012 | Bpost bank trofee          | C2   | Sven Nys         | Niels Albert        | Kevin Pauwels      |
| 19/11/2011 | Gazet van Antwerpen Trofee | C2   | Kevin Pauwels    | Zdeněk Štybar       | Sven Nys           |
| 20/11/2010 | Gazet van Antwerpen Trofee | C2   | Kevin Pauwels    | Zdeněk Štybar       | Sven Nys           |
| 21/11/2009 | Gazet van Antwerpen Trofee | C2   | Zdeněk Štybar    | Kevin Pauwels       | Niels Albert       |
| 22/11/2008 | Gazet van Antwerpen Trofee | C2   | Bart Wellens     | Kevin Pauwels       | Rob Peeters        |
| 17/11/2007 | Gazet van Antwerpen Trofee | C2   | Sven Nys         | Bart Wellens        | Niels Albert       |
| 18/11/2006 | Gazet van Antwerpen Trofee | C2   | Gerben de Knegt  | Bart Wellens        | Sven Nys           |
| 19/11/2005 | Losse cross                | C2   | Sven Nys         | Richard Groenendaal | Tom Vannoppen      |

### Vrouwen elite
| Datum      | Klassement        | Cat. | Winnaar       | Tweede                 | Derde                      |
| ---------- | ----------------- | ---- | ------------- | ---------------------- | -------------------------- |
| 01/12/2018 | Soudal Classics   | C2   | Ellen Van Loy | Denise Betsema         | Sanne Cant                 |
| 02/12/2017 | Soudal Classics   | C1   | Loes Sels     | Ellen Van Loy          | Ceylin del Carmen Alvarado |
| 19/11/2016 | Soudal Classics   | C1   | Sanne Cant    | Ellen Van Loy          | Elle Anderson              |
| 21/11/2015 | Soudal Classics   | C1   | Sanne Cant    | Maud Kaptheijns        | Ellen Van Loy              |
| 06/12/2014 | Bpost bank trofee | C1   | Sanne Cant    | Pauline Ferrand-Prévot | Sophie de Boer             |
| 16/11/2013 | Bpost bank trofee | C1   | Sanne Cant    | Helen Wyman            | Gabriella Durrin           |

2005 · 
2006 · 
2007 · 
2008 · 
2009 · 
2010 · 
2011 · 
2012 · 
2013 ·   
2014 ·
2014 · 
2015 · 
2017 ·   
2018
Voormalig

 Grote Prijs Neerpelt (2009-2019) ·  Jaarmarktcross Niel (2009-2017, 2019) ·  Waaslandcross, Sint-Niklaas (2015-2019) ·  Cyclocross Leuven (2011-2020) ·  Cyclocross Masters, Waregem (2015-2020) ·  Citadelcross Namen (2011-2015, 2018) ·  GP van Hasselt (2015-2018) ·  Scheldecross Antwerpen (2010-2014) ·  Cyclocross Tervuren (2011)